# Dalekvam
Dale lub Dalekvam – centrum administracyjne gminy Vaksdal w okręgu Vestland w Norwegii. Miasto leży na zachodnim krańcu doliny Bergsdalen, około 5 kilometrów na północny wschód od wioski Stanghelle na brzegu Veafjorden. Miejscowość leży wzdłuż europejskiej trasy E16, linii Bergen i rzeki Daleelva. W miejscowości znajduje się zaprojektowany przez Arnsteina Arneberga betonowy kościół zbudowany w 1956 roku.